# Экондинский сельсовет
Экондинский сельсовет — административно-территориальная единица, выделявшаяся в составе Илимпийского района Эвенкийского автономного округа Красноярского края.

## История
В одном и том же архивном источнике указывается, что:
* «Экондовский сельский Совет депутатов трудящихся образован в 1931 году. Колхоз „Новая жизнь“ Экондовского кочевого Совета организован в 1936 году путём слияния двух ППО „Красного Знамени“ и ППО имени Стаханова»
и (чуть раньше), что
- «… С 1934 года Эвенкийский национальный округ являлся составной частью Красноярского края и состоял из трёх районов: Илимпийского, Байкитского и Тунгусско-Чунского и 17 сельских советов: Нидымский, Учамский, Тутончанский, Ногинский, Кислоканский, Экондинский, Чириндинский, Ессейский, Ванаварский, Стрелковский, Чемдальский, Муторайский, Байкитский, Куюмбинский, Ошаровский, Полигусовский, Суломайский»[2].

30 января 1992 года сельсовет был упразднён и была образована администрация посёлка Эконда.
Законом Эвенкийского автономного округа от 07.10.1997 № 63 вместо упразднённого Экондинского сельсовета была утверждена территориальная единица сельское поселение село (с 2002 года посёлок) Эконда.
В 2010 году были приняты Закон об административно-территориальном устройстве и реестр административно-территориальных единиц и территориальных единиц Красноярского края, согласно которым посёлок Эконда непосредственно вошёл в состав Эвенкийского района как административно-территориальной единицы с особым статусом.
Сельсовет выделялся как единица статистического подсчёта до 2002 года.
В ОКАТО сельсовет как объект административно-территориального устройства выделялся до 2011 года.

## Состав
| № | Населённый пункт | Тип населённого пункта          | Население |
| - | ---------------- | ------------------------------- | --------- |
| 1 | Эконда           | посёлок, административный центр | ↗317      |